# Phil Leeds
Phil Leeds (* 6. April 1916 in New York City, New York; † 16. August 1998 in Los Angeles, Kalifornien) war ein US-amerikanischer Schauspieler.

## Leben
Phil Leeds wurde 1916 als Sohn eines Postbeamten in New York City geboren. Den Einstieg ins Unterhaltungsgeschäft machte er als Erdnussverkäufer in den Baseballstadien seiner Heimatstadt und als Bühnenkomiker. Bevor er während des Zweiten Weltkrieges in die Army eintrat, hatte er eine kurze Karriere am Broadway. Nach seiner Entlassung war er in einigen Filmen und Fernsehkomödien zu sehen, darunter Rosemaries Baby und Ghost – Nachricht von Sam (als Krankenhausgeist). Gastauftritte hatte er unter anderem in den Serien Friends und Verrückt nach dir. Im Alter von 80 Jahren spielte er in einer Folge der Sitcom Roseanne (Staffel 9, Episode 7) mit, in der Roseanne sich in einer gruseligen 90er Version des Filmes „Rosemaries Baby“ wiederfindet. Leeds spielte die Rolle des Satanisten „Dr. Shand“ in dem Original von 1968.
Phil Leeds starb im Alter von 82 Jahren an einer Lungenentzündung im Cedars-Sinai Medical Center in Los Angeles.

## Filmografie (Auswahl)
- 1962: The Dick Van Dyke Show (Fernsehserie, eine Folge)
- 1964, 1965: The Patty Duke Show (Fernsehserie, 2 Folgen)
- 1968: Rosemaries Baby (Rosemary’s Baby)
- 1975: Happy Days (Fernsehserie, eine Folge)
- 1976: The Tony Randall Show (Fernsehserie, eine Folge)
- 1976: Starsky & Hutch (Fernsehserie, eine Folge)
- 1984–1992: Harrys wundersames Strafgericht (Night Court, 5 Folgen)
- 1989: Feinde – Die Geschichte einer Liebe (Enemies: A Love Story)
- 1988: Freundinnen (Beaches)
- 1990: Ghost – Nachricht von Sam (Ghost)
- 1990: Alf (Fernsehserie, eine Folge)
- 1991: Golden Girls (The Golden Girls, Fernsehserie, eine Folge)
- 1991: Mein Weihnachtswunsch (All I Want for Christmas)
- 1991: Frankie & Johnny (Frankie and Johnny)
- 1991: Lieblingsfeinde – Eine Seifenoper (Soapdish)
- 1991: Na typisch! (He Said, She Said)
- 1992: Verrückt nach dir (Mad About You, Fernsehserie, eine Folge)
- 1994–1995: Die Larry Sanders Show (The Larry Sanders Show, 3 Folgen)
- 1994: Blackout – Ein Detektiv sucht sich selbst (Clean Slate)
- 1995: Emergency Room – Die Notaufnahme (ER, Fernsehserie, eine Folge)
- 1996: Friends (Fernsehserie, eine Folge)
- 1996: Überflieger (Wings, Fernsehserie, 2 Folgen)
- 1996–1998: Alle lieben Raymond (Everybody Loves Raymond, Fernsehserie, 4 Folgen)
- 1997: Das Leben und Ich (Boy meets World, Fernsehserie, eine Folge)
- 1997–1998: Ally McBeal (Fernsehserie, 5 Folgen)